# Zoica minuta
Zoica minuta là một loài nhện trong họ Lycosidae.
Loài này thuộc chi Zoica. Zoica minuta được Fernando McKay miêu tả năm 1979.